# Jamie Gold
Jamie M. Gold (Kansas City, Missouri, EUA, 25 de agosto de 1969)  é um produtor de televisão americano e jogador de pôquer. Em 2006 Gold foi campeão da Série Mundial de Pôquer. Ele divide sua vida profissional entre suas atividades como presidente de uma empresa de produção de entretenimento, a Buzznation, e em competições de pôquer, especialmente em grandes torneios. 

## Biografia
Gold nasceu em Kansas City, Missouri, com o nome de batismo Jamie M. Usher e mudou-se para Manhattan quando ainda era uma criança  com a sua mãe. Seu nome foi modificado por uma ordem judicial para Jamie M. Gold, após o divórcio de sua mãe e o casamento com o Dr. Robert Gold. A família mudou-se para Paramus, Nova Jérsei onde Gold foi criado por sua mãe e seu segundo marido. Ele formou-se na Paramus High School em 1987  e posteriormente tornou-se bacharel pela Universidade do Estado de Nova Iorque em Albany em 1991, e estudou Leis de Entretenimento na Universidade da Califórnia em Los Angeles.

### Mercado de Entretenimento
Gold iniciou sua carreira no mercado de entretenimento aos 16 anos como um estagiário da J. Michael Bloom & Associados Agência de Talentos. Ele tornou-se um agente de talentos antes dos 21 anos, e rapidamente passou a atuar em gestão de produção. Entre os clientes de Gold incluem-se Jimmy Fallon e Lucy Liu.

### Pôquer
O interesse de Gold pelo pôquer iniciou quando ele ainda era jovem. Sua mãe, Jane era uma boa jogadora de pôquer, e seu avô foi uma campeão de Gin Rummy. Os mais sérios esforços de Gold para melhorar seu desempenho no jogo iniciou quando ele começou a trabalhar com os ex-campeões da Série Mundial de Pôquer Johnny Chan e Chris Moneymaker em um programa de televisão, e Chan passou a atuar como mentor de Gold no pôquer.
Em 2005, Gold iniciou a participar de torneios de pôquer. Em abril de 2005, no cassino Bicycle, ele venceu seu primeiro grande torneio de pôquer na modalidade texas holdem, ganhando um prêmio de US$ 54.225,00. No próximo ano, Gold terminou outros sete torneios na zona de premiação, todos realizados no estado da Califórnia. Em relação ao campeão da Série Mundial de Pôquer em 2000, Chris Ferguson , Gold disse em várias entrevistas que Ferguson foi um dos poucos jogadores profissionais que aprovaram seu estilo de jogo durante a Série Mundial de Pôquer de 2006, que Gold venceu. Enquanto vários jogadores profissionais criticaram o estilo de Gold na última parte do torneio, Ferguson o aconselhou a continuar em seu estilo aperfeiçoado que o fez progredir e conquistar muitas fichas. Gold favorecido pela grande quantidade de fichas que possuía, pressionou todos os jogadores na mesa, especialmente quando jogava em posições mais favoráveis na mesa. A revisata Bluff analisou a vitória de Gold como segue: "Ele forçou seus adversários a arriscarem suas "bancas" jogada após jogada. Se eles aumentavam as apostas de Gold, ou ele sabia que eles tinham identificado seu blefe e abandonava a jogada, ou ele "farejava" o blefe e os forçava a apostar todas as suas fichas, assim ele transformou esta estratégia em uma forma de arte." 

### Série Mundial de Pôquer 2006

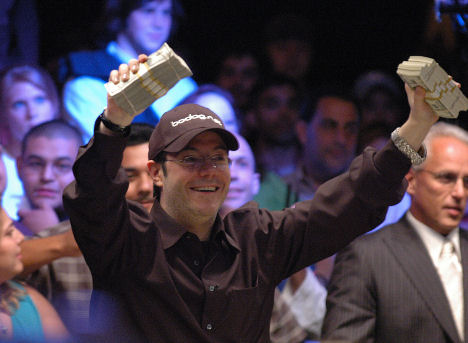
Jamie Gold após vencer o evento principal da Série Mundial de Pôquer 2006.

Em sua participação na Série Mundial de Pôquer em 2006, Gold manteve uma significante liderança na quantidade de fichas a partir do dia 4 seguindo para vencer o Evento Principal (No Limit - Texas Holdem - US$ 10.000,00) ultrapassando outros 8.772 outros jogadores. Desconsiderando apenas o 4º colocado no torneio, Allen Cunningham, Gold já havia participado em mais mesas finais em torneios de cassinos do que todos os seus demais oponentes na mesa final somados.
Gold eliminou 7 de seus 8 oponentes na mesa final, ele derrotou Paul Wasicka, seu último adversário, ganhando um prêmio de US$ 12.000.000,00 quando na mão final suas cartas, Q 9 fizeram um par com o flop Q 8 5. Wasicka tinha 10 10 e não melhorou com o A no turn e 4 no river. Gold venceu o evento dizendo que preferia ter finalizado na segunda colocação, pois se sentia desconfortável pelo fato de ser famoso.
A vitória de Gold foi marcada por sua capacidade em incitar seus adversários a pagar suas apostas quando ele possuía jogadas muito fortes e fazia com que eles desistissem de jogar quando suas jogadas eram mais fracas. Ele consistentemente disse a seus oponentes que ele estava forte ou fraco, dizendo a eles a verdade algumas vezes e outras mentindo, alcançando sucesso em sua estratégia e enganando seus oponentes a maior parte do tempo. Esta estratégia contraria as regras da Série Mundial de Pôquer  Em um destes casos na mesa final, Gold efetivamente mostrou uma de suas cartas rapidamente para seu oponente, criando incerteza suficiente em seu adversário o fazendo desistir da aposta. Todavia, Gold nunca foi penalizado por nenhuma infração as regras. Antes de sua eliminção na Série Mundial de Pôquer de 2007, ele foi comunicado com um alerta sobre sua tática.

### Vitória controversa
Pouco antes da Série Mundial de Pôquer de 2006, o sítio Bodog entretenimento e Gold firmaram uma relação de negócios quando Gold aceitou a identificar celebridades para jogar no evento principal da WSOP sob a bandeira do sítio Bodog, em troca do pagamento da inscrição para o evento principal. Gold associou-se a Crispin Leyser para ajudá-lo nesta tarefa em troca da metade dos prêmios conquistados por Gold na WSOP daquele ano. Depois da vitória de Gold, Leyser disse que Gold desfez o tratado e decidiu ficar com o prêmio inteiro. Leyser processou Gold em 22 de agosto de 2006 que resultou em uma decisão judicial que impedia Gold de resgatar metade do seu prêmio junto ao cassino Rio antes da primeira audiência em 1º de dezembro de 2006.
Durante a audiência o juiz rejeitou a moção do advogado de Gold para resgatar o dinheiro bloqueado e ordenou que o valor ficasse mantindo em uma conta judicial. Em uma entrevista de rádio dada por Gold após sua vitória ele mencionou seu tratado com Leyser, isto ocorreu depois de a ação judicial ter entrado em evidência. Em 06 de fevereiro de 2007, Leyser e Gold publicaram uma declaração conjunta afirmando que tinham resolvido o assunto fora dos tribunais, o valor do acordo não foi divulgado. Em 25 de janeiro de 2007, Bodog terminou seu relacionamento de negócios com Gold, citando a sua decisão de cessar todas as iniciativas de marketing off-line nos Estados Unidos e dedicar seus esforços no crescimento de sua marca de entretenimento na Europa e Ásia. Apesar da decisão de acabar com seu relacionamento de negócios, Bodog ainda manteve David Williams, Josh Arieh, e Evelyn Ng, como membros do time de profissionais da Bodog.

### Após a vitória de 2006 - Uma dupla carreira
Seguindo seu sucesso na WSOP 2006, Gold disse que dividiria seu tempo entre os negócios e o pôquer. Além das produções de televisão e de suas frequentes aparições em programas de pôquer na televisão, Gold voltou a defender seu título na WSOP 2007, mas foi eliminado no primeiro dia. Ele teve maior sucesso na Série Mundial de Pôquer Europa 2007, quando terminou na 35ª colocação no evento principal. Gold também tem participado de inúmeros torneios de pôquer designados a ações de caridade.

## Curiosidades
Gold comia mirtilos durante suas jogadas na mesa final da Série Mundial de Pôquer 2006 e brincou em uma entrevista posterior a sua vitória dizendo que os mirtilos são uma "comida cerebral" e foram a razão de sua vitória.
Imediatamente depois de sua vitória, Gold ligou para seu padrasto, que não pôde assisti-lô na mesa final pois sofria de esclerose lateral amiotrófica. Gold prometeu utilizar suas vitórias para deixar seu padrastro mais confortável. Seu padrasto faleceu quatro meses depois, em 13 de dezembro de 2006.

## Braceletes na Série Mundial de Pôquer
| Ano  | Preço de Inscrição (Buy-In) | Evento                              | Prêmio (US$)      |
| ---- | --------------------------- | ----------------------------------- | ----------------- |
| 2006 | $10,000                     | No Limit Hold'em World Championship | US$ 12.000.000,00 |

## Ligações Externas
- Sítio Oficial
- Perfil de Gold no sítio da Série Mundial de Pôquer
- Perfil de Gold no sítio da revista Bluff